# Axylia extranea
Axylia extranea är en fjärilsart som beskrevs av Emilio Berio 1972. Axylia extranea ingår i släktet Axylia och familjen nattflyn. Inga underarter finns listade i Catalogue of Life.